# Championnats de Belgique interclubs d'athlétisme
Le Championnats de Belgique interclubs d'athlétisme est une compétition annuelle se déroulant lors des weekends du mois de mai regroupant les 12 meilleurs club du royaume.

## Clubs

### Division d'Honneur hommes
| Club                                   | Ville       | Région             | Piste                          |
| -------------------------------------- | ----------- | ------------------ | ------------------------------ |
| Excelsior SC                           | Bruxelles   | Bruxelles-Capitale | Stade Roi Baudouin             |
| CA du Brabant wallon                   | Nivelles    | Wallonie           | Parc de la Dodaine à Nivelles  |
| Olympic Essenbeek Halle                | Halle       | Flandre            | ?                              |
| Vilvoorde AC                           | Vilvorde    | Flandre            | ?                              |
| Sambre et Meuse Athlétique Club (SMAC) | Namur       | Wallonie           | Stade ADEPS de Jambes          |
| Seraing Athlétisme                     | Seraing     | Wallonie           | Piste Philippe Wathelet        |
| AV Kontich-Aartselaar                  | Aartselaar  | Flandre            | ?                              |
| AC Lyra                                | Lierre      | Flandre            | ?                              |
| AC Meetjesland                         | Meetjesland | Flandre            | ?                              |
| FC Liège                               | Liège       | Wallonie           | Complexe de Naimette-Xhovémont |
| MOHA                                   | Mons        | Wallonie           | ?                              |

## Palmarès[1]
| Année | Dames                   | Hommes                   |
| ----- | ----------------------- | ------------------------ |
| 1947  | -                       | Racing Club de Bruxelles |
| 1948  | -                       | Union Saint-Gilloise     |
| 1949  | -                       | Racing Club de Bruxelles |
| 1950  | -                       | Racing Club de Bruxelles |
| 1951  | -                       | Racing Club de Bruxelles |
| 1952  | -                       | Racing Club de Bruxelles |
| 1953  | -                       | Racing Club de Bruxelles |
| 1954  | -                       | Racing Club de Bruxelles |
| 1955  | Beerschot VAV           | Racing Club de Bruxelles |
| 1956  | Beerschot VAV           | Racing Club de Bruxelles |
| 1957  | Beerschot VAV           | Beerschot VAV            |
| 1958  | NSLO                    | FC Liège                 |
| 1959  | NSLO                    | FC Liège                 |
| 1960  | NSLO                    | FC Liège                 |
| 1961  | NSLO                    | FC Liège                 |
| 1962  | NSLO                    | FC Liège                 |
| 1963  | FC Liège                | Vlierzele Sportief       |
| 1964  | NSLO                    | FC Liège                 |
| 1965  | Beerschot VAV           | FC Liège                 |
| 1966  | Beerschot VAV           | Daring Club de Louvain   |
| 1967  | Beerschot VAV           | Daring Club de Louvain   |
| 1968  | Beerschot VAV           | FC Liège                 |
| 1969  | Beerschot VAV           | FC Liège                 |
| 1970  | Beerschot VAV           | FC Liège                 |
| 1971  | Beerschot VAV           | FC Liège                 |
| 1972  | Beerschot VAV           | FC Liège                 |
| 1973  | Beerschot VAV           | FC Liège                 |
| 1974  | Beerschot VAV           | FC Liège                 |
| 1975  | Vlierzele Sportief      | FC Liège                 |
| 1976  | Beerschot VAV           | FC Liège                 |
| 1977  | DAKS                    | FC Liège                 |
| 1978  | Beerschot VAV           | FC Liège                 |
| 1979  | Beerschot VAV           | FC Liège                 |
| 1980  | Beerschot VAV           | FC Liège                 |
| 1981  | Olse AC                 | FC Liège                 |
| 1982  | Hermes Club Oostende    | FC Liège                 |
| 1983  | Racing Club Gent        | Excelsior SC             |
| 1984  | AV Toekomst             | Excelsior SC             |
| 1985  | AV Toekomst             | AV Toekomst              |
| 1986  | AV Toekomst             | AV Toekomst              |
| 1987  | AV Toekomst             | AV Toekomst              |
| 1988  | AV Toekomst             | AV Toekomst              |
| 1989  | AV Toekomst             | AV Toekomst              |
| 1990  | AV Toekomst             | AV Toekomst              |
| 1991  | AV Toekomst             | AV Toekomst              |
| 1992  | AV Toekomst             | Excelsior SC             |
| 1993  | KAA Gent                | Excelsior SC             |
| 1994  | RFC Liège               | Excelsior SC             |
| 1995  | RFC Liège               | RFC Liège                |
| 1996  | RFC Liège               | RFC Liège                |
| 1997  | RFC Liège               | RFC Liège                |
| 1998  | Olympic Essenbeek Halle | RFC Liège                |
| 1999  | Olympic Essenbeek Halle | RFC Liège                |
| 2000  | KAA Gent                | RFC Liège                |
| 2001  | Olympic Essenbeek Halle | RFC Liège                |
| 2002  | AV Toekomst             | Flanders AC              |
| 2003  | KAA Gent                | Flanders AC              |
| 2004  | KAA Gent                | Flanders AC              |
| 2005  | KAA Gent                | Vilvoorde AC             |
| 2006  | Vilvoorde AC            | Vilvoorde AC             |
| 2007  | Vilvoorde AC            | RFC Liège                |
| 2008  | Daring Club de Louvain  | RFC Liège                |
| 2009  | Daring Club de Louvain  | RFC Liège                |
| 2010  | Vilvoorde AC            | RFC Liège                |
| 2011  | AC Dampicourt           | Royal Excelsior SC       |
| 2012  | Daring Club de Louvain  | Daring Club de Louvain   |
| 2013  | Daring Club de Louvain  | Royal Excelsior SC       |
| 2014  | CA du Brabant wallon    | Royal Excelsior SC       |
| 2015  | AC Meetjesland          | Royal Excelsior SC       |
| 2016  | CA du Brabant wallon    | Royal Excelsior SC       |
| 2017  | CA du Brabant wallon    | Royal Excelsior SC       |
| 2018  | Royal Excelsior SC      | Royal Excelsior SC       |
| 2019  | Royal Excelsior SC      | Royal Excelsior SC       |